# Teleferica La Paz - El Alto
La teleferica La Paz - El Alto (nome ufficiale Mi Teleférico) è una rete di cabinovie che serve le città boliviane di La Paz e El Alto. Inaugurata il 30 maggio 2014, la rete originale era composta tre linee. Successivamente sono state realizzate altre otto linee, sette delle quali sono entrate in servizio da giugno 2019. A quella data, con un totale di 10 linee e 32 stazioni, su un percorso complessivo di 33 km, Mi Teleférico è stata inserita nel Guinness dei primati quale più grande servizio pubblico a fune del mondo
La costruzione è stata affidata all'austriaca Doppelmayr.

## Linee
La rete è composta da 36 stazioni distribuite su 10 linee con una lunghezza totale di 30,5 km a febbraio 2021.
Il servizio è disponibile dal lunedì al venerdì dalle 6 alle 21 e dal sabato alla domenica dalle 7 alle 19 su tutte le linee della rete.
| Linea                         | Capolinea                                                       | Lunghezza | Tempi di percorrenza | Stazioni | Cabine | Capacità   | Velocità | Piloni | Apertura                                                     |
| ----------------------------- | --------------------------------------------------------------- | --------- | -------------------- | -------- | ------ | ---------- | -------- | ------ | ------------------------------------------------------------ |
| Linea rossa Línea Roja        | 16 de Julio/Jach'a Qhathu – Estación Central/Taypi Uta          | 2,4 km    | 10 min               | 3        | 109    | 3000 p/h/d | 5 m/s    | 19     | 30 maggio 2014                                               |
| Linea gialla Línea Amarilla   | Mirador/Qhana Pata – Chuqui Apu/Libertador                      | 3,9 km    | 13,5 min             | 4        | 169    | 3000 p/h/d | 5 m/s    | 31     | 15 settembre 2014                                            |
| Linea verde Línea Verde       | Chuqui Apu/Libertador – Irpawi/Irpavi                           | 3,7 km    | 16,6 min             | 4        | 165    | 3000 p/h/d | 5 m/s    | 27     | 4 dicembre 2014                                              |
| Linea blu Línea Azul          | Rio Seco/Waña Jawira – 16 de Julio/Jach'a Qhathu                | 4,7 km    | 17 min               | 5        | 208    | 3000 p/h/d | 5 m/s    | 38     | 3 marzo 2017                                                 |
| Linea arancione Línea Naranja | Estación Central/Taypi Uta – Héroes de la Revolución/Villarroel | 2,6 km    | 10 min               | 4        | 127    | 3000 p/h/d | 5 m/s    | 26     | 29 settembre 2017                                            |
| Linea bianca Línea Blanca     | Plaza Villarroel – San Jorge                                    | 2,9 km    | 13,1 min             | 4        | 131    | 3000 p/h/d | 5 m/s    | 26     | 24 marzo 2018                                                |
| Linea celeste Línea Celeste   | El Prado – Chuqui Apu/Libertador                                | 2,6 km    | 11,8 min             | 4        | 155    | 4000 p/h/d | 6 m/s    | 26     | 1ª sezione: 24 marzo 2018 Linea completata il 14 luglio 2018 |
| Linea viola Línea Morada      | 6 de Marzo – San Jose                                           | 4,3 km    | 16,2 min             | 3        | 190    | 4000 p/h/d | 6 m/s    | 34     | 28 settembre 2018                                            |
| Linea marrone Línea Café      | Monumento Busch – Las Villas                                    | 0,7 km    | 3,8 min              | 2        | 27     | 2000 p/h/d | 5 m/s    | 7      | 20 dicembre 2018                                             |
| Linea argento Línea Plateada  | 16 de Julio/Jach'a Qhathu – Mirador/Qhana Pata                  | 2,6 km    | 11,7 min             | 3        | 117    | 3000 p/h/d | 5 m/s    | 21     | 9 marzo 2019                                                 |

## Stazioni
Tutte le stazioni hanno un nome sia in lingua aymara sia in lingua spagnola.

### Linea Rossa (Línea Roja)
| Nome aymara   | Nome spagnolo    | Connessioni         | Città   | Note                      |
| ------------- | ---------------- | ------------------- | ------- | ------------------------- |
| Taypi Uta     | Estación Central | Linea Arancione     | La Paz  | vecchia stazione centrale |
| Ajayuni       | Cementerio       |                     | La Paz  | cimitero centrale         |
| Jach'a Qhathu | 16 de julio      | Linee Blu e Argento | El Alto |                           |

### Linea Gialla (Línea Amarilla)
| Nome aymara | Nome spagnolo | Connessioni           | Città   | Note |
| ----------- | ------------- | --------------------- | ------- | ---- |
| Chuqui Apu  | Libertador    | Linee Verde e Celeste | La Paz  |      |
| Suphu Kachi | Sopocachi     |                       | La Paz  |      |
| Quta Uma    | Buenos Aires  |                       | La Paz  |      |
| Qhana Pata  | Mirador       | Linea Argento         | El Alto |      |

### Linea Verde (Línea Verde)
| Nome aymara     | Nome spagnolo | Connessioni            | Città  | Note                                                                    |
| --------------- | ------------- | ---------------------- | ------ | ----------------------------------------------------------------------- |
| Irpawi          | Irpavi        | Linea Dorata (2020)    | La Paz |                                                                         |
| Aynacha Obrajes | Obrajes       |                        | La Paz | una funicolare gratuita consente l'accesso dalla Calle 17 alla stazione |
| Pata Obrajes    | Alto Obrajes  |                        | La Paz |                                                                         |
| Chuqui Apu      | Libertador    | Linee Gialla e Celeste | La Paz |                                                                         |

### Linea Blu (Línea Azul)
| Nome aymara   | Nome spagnolo  | Connessioni           | Città   | Note                           |
| ------------- | -------------- | --------------------- | ------- | ------------------------------ |
| Jach'a Qhathu | 16 de julio    | Linee Rossa e Argento | El Alto |                                |
| Qhana Thaki   | Plaza Libertad |                       | El Alto |                                |
| Suma Qamaña   | Plaza La Paz   |                       | El Alto |                                |
| Yatina Uta    | Plaza UPEA     |                       | El Alto | Universidad Pública de El Alto |
| Waña Jawira   | Río Seco       |                       | El Alto |                                |

### Linea Arancione (Línea Naranja)
| Nome aymara    | Nome spagnolo           | Connessioni  | Città  | Note                      |
| -------------- | ----------------------- | ------------ | ------ | ------------------------- |
| Taypi Uta      | Estación Central        | Linea Rossa  | La Paz | vecchia stazione centrale |
| Riosinho Pampa | Armentia                |              | La Paz |                           |
| Apachita       | Periférica              |              | La Paz |                           |
| Villarroel     | Héroes de la Revolución | Linea Bianca | La Paz | stazione sotterranea      |

### Linea Bianca (Línea Blanca)
| Nome aymara | Nome spagnolo | Connessioni     | Città  | Note                 |
| ----------- | ------------- | --------------- | ------ | -------------------- |
| Jalsuri     | San Jorge     | Linea Celeste   | La Paz |                      |
| Kimsachata  | Triangular    |                 | La Paz |                      |
| Qhuirwa Uma | Busch         | Linea Marrone   | La Paz |                      |
| Inalmama    | Villarroel    | Linea Arancione | La Paz | stazione sotterranea |

### Linea Celeste (Línea Celeste)
| Nome aymara   | Nome spagnolo        | Connessioni          | Città  | Note |
| ------------- | -------------------- | -------------------- | ------ | ---- |
| Chuqui Apu    | Del Libertador       | Linee Gialla e Verde | La Paz |      |
| Arce          | Avenida Poeta        | Linea Bianca         | La Paz |      |
| Cancha Zapata | Teatro al Aire Libre |                      | La Paz |      |
| Prado         | Camacho              |                      | La Paz |      |

### Linea Viola (Línea Morada)
| Nome aymara  | Nome spagnolo                        | Connessioni   | Città   | Note |
| ------------ | ------------------------------------ | ------------- | ------- | ---- |
| Utjawi       | Edificio Correos                     | Linea celeste | La Paz  |      |
| Tiquira      | Complejo de Integración Faro Murillo | Linea Argento | El Alto |      |
| Jach'a Thaki | Avenida 6 de Marzo                   |               | El Alto |      |

### Linea Marrone (Línea Café)
| Nome aymara | Nome spagnolo                        | Connessioni  | Città  | Note |
| ----------- | ------------------------------------ | ------------ | ------ | ---- |
| Qhuirwa Uma | Monumento a Busch                    | Linea Bianca | La Paz |      |
| Las Villas  | Villa Copacabana / Villa San Antonio |              | La Paz |      |

### Linea Argento (Línea Plateada)
| Nome aymara   | Nome spagnolo                        | Connessioni       | Città   | Note |
| ------------- | ------------------------------------ | ----------------- | ------- | ---- |
| Jach'a Qhathu | 16 de julio                          | Linee Blu e Rossa | El Alto |      |
|               | Complejo de Integración Faro Murillo | Linea Viola       | El Alto |      |
| Qhana Pata    | Mirador                              | Linea Gialla      | El Alto |      |

### Linea Dorata (Línea Dorada)
| Nome aymara | Nome spagnolo | Connessioni | Città  | Note |
| ----------- | ------------- | ----------- | ------ | ---- |
| Irpawi      | Irpavi        | Linea Verde | La Paz |      |
| Achumani    | San Miguel    |             | La Paz |      |
| Cota Cota   | UMSA          |             | La Paz |      |

## Linee successive
Alle prime tre linee inaugurate nel 2014, se ne sono via via aggiunte altre che hanno portato, nel 2019 a un totale di 10 linee e 32 stazioni, su un percorso globale di km.33, facendo inserire il servizio nel Guinness dei primati quale più grande servizio pubblico a fune del mondo